# Беднарский, Кшиштоф
Кшиштоф Михал Беднарский (пол. Krzysztof Michał Bednarski; род. 1953, Краков) — польский скульптор и художник. Педагог. Профессор отделения скульптуры Варшавской Академии изящных искусств (1996).

## Биография

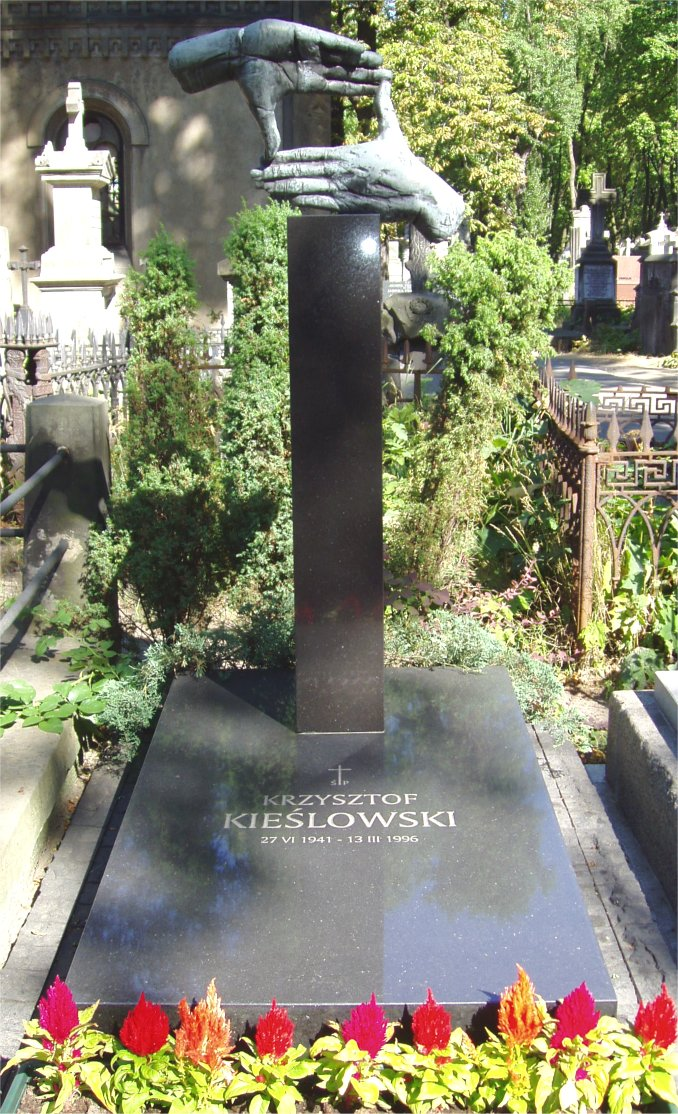
Надгробный памятник режиссёру и драматургу К. Кесьлёвскому на варшавском кладбище Старые Повонзки, работы К. Беднарского

В 1978 году окончил Варшавскую Академию изящных искусств, мастерская профессоров Ежи Ярнушкевича и Оскара Хансена .
Активно занимается различными творческими дисциплинами, в своё время был тесно связан с театром Ежи Гротовского, для которого в 1976—1981 годах проектировал плакаты.
С 1986 года проживает в Риме. Принимал участие в театральных мероприятиях: «Special Project» (1975), «Nocne Czuwanie» (1976—1977), «Przedsięwzięcie Góra» (1977), «Przedsięwzięcie Ziemia» (1977—1979), «Drzewo Ludzi» (с 1979).
Участник нескольких сотен коллективных выставок.

## Творчество
Занимается польской художественной сценографией.
Ранние работы касались коммунистической пропаганды («Портрет Карла Маркса», 1978) и общественно-политической ситуации в Польше в период военного положения («Victoria-Victoria», 1983, ныне в Национальном музее в Кракове).
Самая известная работа — скульптурная инсталляция «Моби Дик» (1987), в настоящее время в коллекции отдела «MS2» Музее искусств города Лодзи, являющаяся своеобразной иконой скульптурного искусства Польши последних двух десятилетий XX века. Автор надгробного памятника режиссёру и драматургу К. Кесьлёвскому (Варшава, 1997), памятника «Incontro con Federico Fellini» (Римини, 1994), памятника Фредерику Шопену «La note bleue» (Вена, 2010).
Работы Кшиштофа Беднарского хранятся ныне в коллекциях Национального музея в Кракове, Музея искусств города Лодзи, музея Арсенал в Белостоке, Центра современного искусства в Уяздовском дворце

## Награды
- Лауреат премии им. Катажины Кобро, 2004 года,
- Лауреат премии «Золотая сова Полонии», Вена, 2012.
- Медаль «За заслуги в культуре Gloria Artis», 2011.